# Rue Renoz
La rue Renoz est une rue de la ville belge de Liège faisant partie du quartier administratif du Longdoz et située au nord du parc de la Boverie.

## Odonymie
Depuis 1873, cette rue rend hommage à Jacques-Barthélemy Renoz, né le 28 août 1729 à Liège où il meurt le  2 octobre 1786 , célèbre architecte liégeois.

## Description
Cette artère d'une longueur d'environ 90 m compte une douzaine d'immeubles se dressant uniquement du côté pair (côté sud). Les immeubles du côté opposé ont été expropriés et détruits pendant les années 1970 pour permettre la construction de la sortie du tunnel sous la Dérivation. L'artère sert surtout d'axe de communication entre le quai de la Boverie longeant la Dérivation et le pont Albert Ier franchissant la Meuse.

## Architecture

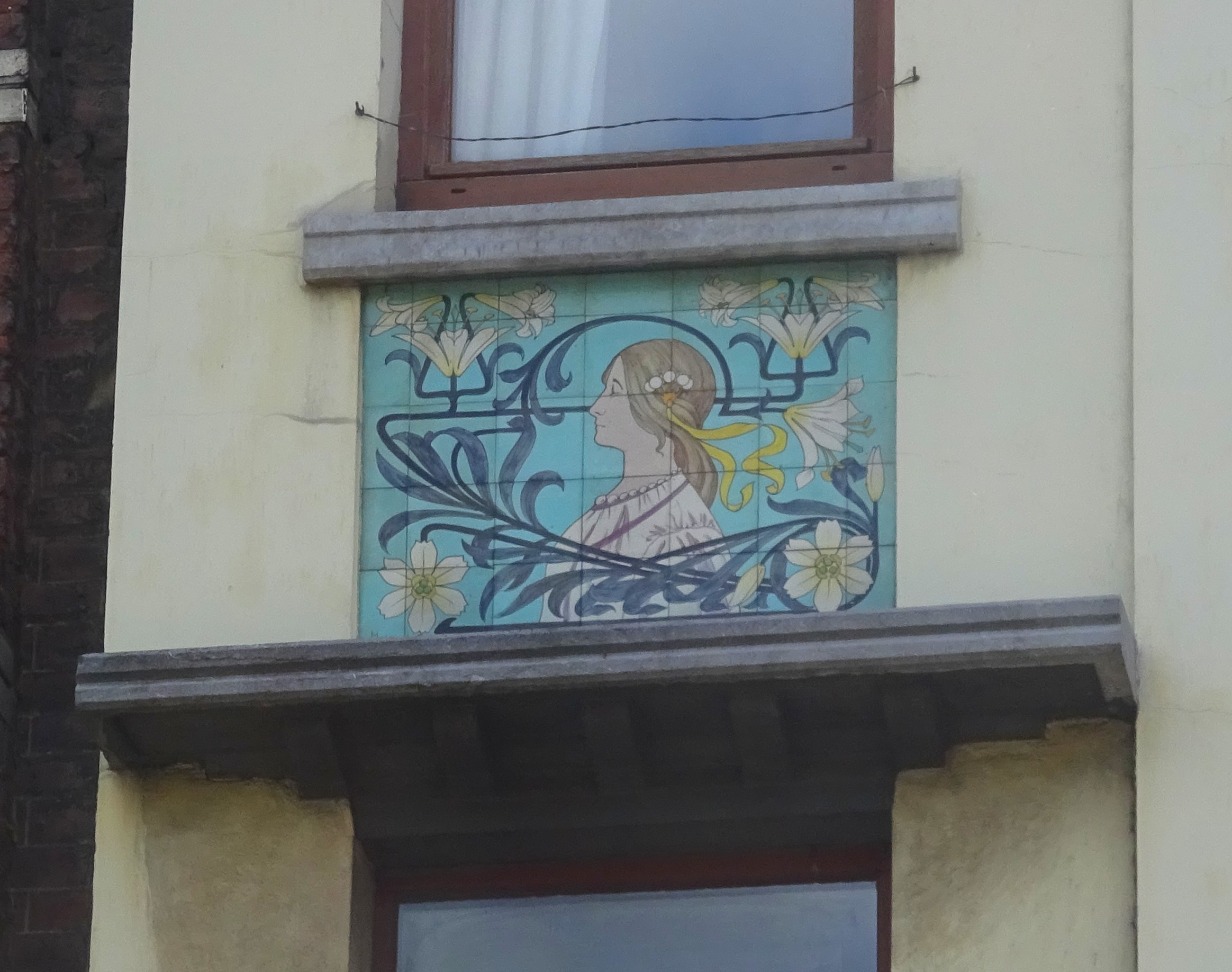
Rue Renoz, 18 : céramiques Art nouveau

L'immeuble situé au no 18 est repris à l'inventaire du patrimoine culturel immobilier de la Wallonie. Bâti au début du XXe siècle, il possède quelques éléments de décoration relevant du style Art nouveau. On peut remarquer en façade cinq panneaux de céramiques : deux petits représentant les yeux et le bec d'une chouette sont visibles sous la corniche et deux autres placés à leur aplomb laisse figurer des motifs végétaux. Un plus grand panneau situé à l'allège de la baie du second étage de la travée de gauche représente un buste de femme entouré de rameaux floraux. Plusieurs groupes de figures géométriques (carrés, triangles, damiers, stries) ornent la façade enduite. Cette construction asymétrique est formée de deux travées dont la droite plus large et légèrement en ressaut a été amputée de son oriel initial.
La résidence du Parc, imposant immeuble situé à l'angle de la rue du Parc et de la rue Renoz a été construit en 1937 par l'architecte Camille Damman dans un style moderniste teinté d'Art déco.

## Voies adjacentes
- Rue du Parc
- Place d'Italie
- Tunnel sous la Dérivation
- Quai de la Boverie
- Rue des Fories